# Kathleen Le Messurier
Pour les articles homonymes, voir Mesurier.
Kathleen Le Messurier, née le 12 janvier 1898 et morte le 1er janvier 1981, est une joueuse de tennis australienne de l'entre-deux-guerres. 
Elle a atteint cinq finales aux Internationaux d'Australie : quatre en double dames et une en simple (battue en 1932 par Coral Buttsworth).

## Palmarès (partiel)

### Finale en simple dames
| No | Date       | Nom et lieu du tournoi             | Catégorie | Surface      | Vainqueure       | Score    |          |
| -- | ---------- | ---------------------------------- | --------- | ------------ | ---------------- | -------- | -------- |
| 1  | 08/02/1932 | Australian Championships, Adélaïde | G. Chelem | Gazon (ext.) | Coral Buttsworth | 9-7, 6-4 | Parcours |

### Finales en double dames
| No | Date       | Nom et lieu du tournoi               | Catégorie | Surface      | Vainqueures                            | Partenaire        | Score    |          |
| -- | ---------- | ------------------------------------ | --------- | ------------ | -------------------------------------- | ----------------- | -------- | -------- |
| 1  | 18/01/1924 | Australasian Championships Melbourne | G. Chelem | Gazon (ext.) | Daphne Akhurst Sylvia Lance            | Meryl O'Hara Wood | 7-5, 6-2 | Parcours |
| 2  | 24/01/1925 | Australasian Championships Sydney    | G. Chelem | Gazon (ext.) | Daphne Akhurst Sylvia Lance            | Esna Boyd         | 6-4, 6-3 | Parcours |
| 3  | 21/01/1928 | Australian Championships Sydney      | G. Chelem | Gazon (ext.) | Daphne Akhurst Esna Boyd               | Dorothy Weston    | 6-3, 6-1 | Parcours |
| 4  | 08/02/1932 | Australian Championships Adélaïde    | G. Chelem | Gazon (ext.) | Coral Buttsworth Marjorie Cox Crawford | Dorothy Weston    | 6-2, 6-2 | Parcours |

## Parcours en Grand Chelem (partiel)
Si l’expression « Grand Chelem » désigne classiquement les quatre tournois les plus importants de l’histoire du tennis, elle n'est utilisée pour la première fois qu'en 1933, et n'acquiert la plénitude de son sens que peu à peu à partir des années 1950.

### En simple dames
| Année | Championnat d'Australasie Championnat d'Australie | Championnat d'Australasie Championnat d'Australie | Championnat de France Internationaux de France | Championnat de France Internationaux de France | Wimbledon      | Wimbledon  | US National | US National |
| ----- | ------------------------------------------------- | ------------------------------------------------- | ---------------------------------------------- | ---------------------------------------------- | -------------- | ---------- | ----------- | ----------- |
| 1924  | 1/2 finale                                        | Sylvia Lance                                      | -                                              | -                                              | -              | -          | -           | -           |
| 1925  | 1er tour (1/16)                                   | Pattie Meaney                                     | -                                              | -                                              | -              | -          | -           | -           |
| 1926  | 1/4 de finale                                     | Daphne Akhurst                                    | -                                              | -                                              | -              | -          | -           | -           |
| 1927  | 1/4 de finale                                     | Louise Bickerton                                  | -                                              | -                                              | -              | -          | -           | -           |
| 1928  | 1/4 de finale                                     | Meryl O'Hara                                      | -                                              | -                                              | -              | -          | -           | -           |
| 1929  | 1/4 de finale                                     | Louise Bickerton                                  | -                                              | -                                              | -              | -          | -           | -           |
| 1930  | 1/4 de finale                                     | Daphne Akhurst                                    | -                                              | -                                              | 2e tour (1/32) | Mary Greef | -           | -           |
| 1931  | 1/2 finale                                        | Marjorie Cox                                      | -                                              | -                                              | -              | -          | -           | -           |
| 1932  | Finale                                            | Coral Buttsworth                                  | -                                              | -                                              | -              | -          | -           | -           |
| 1934  | 2e tour (1/8)                                     | Muriel Wilson                                     | -                                              | -                                              | -              | -          | -           | -           |
| 1935  | 1er tour (1/16)                                   | Doris Mauger                                      | -                                              | -                                              | -              | -          | -           | -           |
| 1936  | 2e tour (1/8)                                     | Nell Hall Hopman                                  | -                                              | -                                              | -              | -          | -           | -           |

À droite du résultat, l’ultime adversaire.

### En double dames
| Année | Championnat d'Australasie Championnat d'Australie | Championnat d'Australasie Championnat d'Australie | Championnat de France Internationaux de France | Championnat de France Internationaux de France | Wimbledon                | Wimbledon               | US National | US National |
| ----- | ------------------------------------------------- | ------------------------------------------------- | ---------------------------------------------- | ---------------------------------------------- | ------------------------ | ----------------------- | ----------- | ----------- |
| 1924  | Finale Meryl O'Hara                               | D. Akhurst Sylvia Lance                           | -                                              | -                                              | -                        | -                       | -           | -           |
| 1925  | Finale Esna Boyd                                  | D. Akhurst Sylvia Lance                           | -                                              | -                                              | -                        | -                       | -           | -           |
| 1926  | 1/2 finale D. Weston                              | D. Akhurst Marjorie Cox                           | -                                              | -                                              | -                        | -                       | -           | -           |
| 1927  | 1/2 finale D. Weston                              | Esna Boyd Sylvia Lance                            | -                                              | -                                              | -                        | -                       | -           | -           |
| 1928  | Finale D. Weston                                  | D. Akhurst Esna Boyd                              | -                                              | -                                              | -                        | -                       | -           | -           |
| 1929  | 1/2 finale D. Weston                              | Sylvia Lance Meryl O'Hara                         | -                                              | -                                              | -                        | -                       | -           | -           |
| 1930  | 1/2 finale D. Weston                              | Marjorie Cox Sylvia Lance                         | -                                              | -                                              | 2e tour (1/16) Esna Boyd | J. Valantine Nancy Lyle | -           | -           |
| 1931  | 1/4 de finale D. Weston                           | Marjorie Cox Sylvia Lance                         | -                                              | -                                              | -                        | -                       | -           | -           |
| 1932  | Finale D. Weston                                  | C. Buttsworth Marjorie Cox                        | -                                              | -                                              | -                        | -                       | -           | -           |
| 1934  | 1er tour (1/8) D. Dingle                          | D. Stevenson G. Stevenson                         | -                                              | -                                              | -                        | -                       | -           | -           |
| 1935  | 1er tour (1/8) D. Weston                          | D. Stevenson G. Stevenson                         | -                                              | -                                              | -                        | -                       | -           | -           |
| 1936  | 1er tour (1/8) G. Griffiths                       | S. Berryman Truda Cox                             | -                                              | -                                              | -                        | -                       | -           | -           |

Sous le résultat, la partenaire ; à droite, l’ultime équipe adverse.

### En double mixte
| Année | Championnat d'Australasie Championnat d'Australie | Championnat d'Australasie Championnat d'Australie | Championnat de France Internationaux de France | Championnat de France Internationaux de France | Wimbledon | Wimbledon | US National | US National |
| ----- | ------------------------------------------------- | ------------------------------------------------- | ---------------------------------------------- | ---------------------------------------------- | --------- | --------- | ----------- | ----------- |
| 1924  | 1/4 de finale WH Smith                            | Sylvia Lance Ian McInnes                          | -                                              | -                                              | -         | -         | -           | -           |
| 1925  | 1/2 finale D. Baker                               | Sylvia Lance Schlesinger                          | -                                              | -                                              | -         | -         | -           | -           |
| 1926  | 1/4 de finale Schlesinger                         | Esna Boyd John Hawkes                             | -                                              | -                                              | -         | -         | -           | -           |
| 1927  | 1/4 de finale WR James                            | Sylvia Lance R. Wertheim                          | -                                              | -                                              | -         | -         | -           | -           |
| 1928  | 1/4 de finale Norman Peach                        | Sylvia Lance J. Brugnon                           | -                                              | -                                              | -         | -         | -           | -           |
| 1929  | 1er tour (1/8) D. Turnbull                        | M. Molesworth Colin Gregory                       | -                                              | -                                              | -         | -         | -           | -           |
| 1930  | 2e tour (1/8) D. Turnbull                         | Nell Hall Harry Hopman                            | -                                              | -                                              | -         | -         | -           | -           |
| 1931  | 1/4 de finale D. Turnbull                         | Marjorie Cox Jack Crawford                        | -                                              | -                                              | -         | -         | -           | -           |
| 1932  | 1/4 de finale D. Turnbull                         | Marjorie Cox Jack Crawford                        | -                                              | -                                              | -         | -         | -           | -           |
| 1934  | 1/4 de finale D. Turnbull                         | Nell Hall Harry Hopman                            | -                                              | -                                              | -         | -         | -           | -           |
| 1935  | 2e tour (1/8) D. Turnbull                         | Emily Hood R. Cummings                            | -                                              | -                                              | -         | -         | -           | -           |
| 1936  | 1er tour (1/8) RL Shephard                        | Joan Hartigan Edgar Moon                          | -                                              | -                                              | -         | -         | -           | -           |

Sous le résultat, le partenaire ; à droite, l’ultime équipe adverse.